# Shumway
Shumway è un sostituto open source per Adobe Flash Player. Attualmente è in via di sviluppo da Mozilla dal 2012. Si tratta di un miglioramento di un precedente progetto denominato Gordon; questi nomi sono un'allusione a Flash Gordon e Gordon Shumway.
Shumway riproduce i contenuti Flash trasformando i contenuti in HTML5 e ActionScript in JavaScript. Supporta sia AVM1 e AVM2, oltre che le versioni di ActionScript 1, 2, e 3.
Un progetto in qualche modo simile, ma non nei dettagli di implementazione è Google Swiffy. Lo sviluppo risulta però ormai sospeso.